# Widmo (matematyka)
Widmo (elementu algebry) – dla danego elementu {\displaystyle a} (zwykle zespolonej) algebry z jedynką {\displaystyle A,} zbiór
{\displaystyle \sigma _{A}(a)=\{\lambda \in \mathbb {C} :\lambda e_{A}-a\notin {\mbox{GL}}(A)\},}
przy czym {\displaystyle \mathrm {GL} (A)} oznacza grupę elementów odwracalnych w algebrze {\displaystyle A} oraz {\displaystyle e_{A}} jedynkę w tej algebrze. Widmo definiuje się także dla elementów algebr, które nie mają jedynki, traktując dany element jako element algebry po dołączeniu jedynki.
Widmo elementu a w pewnej algebrze A oznacza się również symbolem {\displaystyle \sigma (a),} jeżeli z góry wiadomo o jakiej algebrze jest mowa. Często, pod pojęciem widma rozumie się widmo operatora ograniczonego na pewnej przestrzeni Banacha {\displaystyle E,} traktowanego jako element algebry Banacha wszystkich operatorów ograniczonych na {\displaystyle E.} Definicja widma ma również sens dla nieograniczonych operatorów domykalnych (określonych, na przykład, na gęstych podprzestrzeniach danej przestrzeni Banacha).

## Własności
- Widmo każdego elementu dowolnej zespolonej algebry Banacha jest niepustym i zwartym podzbiorem płaszczyzny zespolonej.
- Algebra Banacha jest skończenie wymiarowa wtedy i tylko wtedy, gdy każdy element ma skończone widmo[1].
- Zachodzi następujący wzór Gelfanda (poniżej, {\displaystyle \nu _{A}(a)} oznacza promień spektralny elementu {\displaystyle a} danej algebry Banacha {\displaystyle A}):

{\displaystyle \nu _{A}(a)=\max\{|\lambda |\colon \lambda \in \sigma _{A}(a)\}.}
- Dla każdego zwartego podzbioru płaszczyzny zespolonej istnieje operator ograniczony na przestrzeni Hilberta, którego jest on widmem (ogólniej, taki zbiór istnieje dla każdej przestrzeni Banacha, która zawiera nieskończenie wymiarową komplementarną podprzestrzeń z bezwarunkową bazą Schaudera). Istnieją przestrzenie Banacha dla których podobne stwierdzenie jest jednak fałszywe, na przykład, zespolone przestrzenie dziedzicznie nierozkładalne (tzw. przestrzeni HI), na przykład przestrzeń Gowersa-Maurey'a[2].